# Max Marchand
Max Marchand (Amsterdam, 24 november 1888 – Baarn, 26 april 1957) was een Nederlandse schaker. In 1919 was hij kampioen van Nederland.
Tijdens de  Eerste Wereldoorlog speelde hij uitsluitend in de neutrale landen Nederland en Denemarken. In 1915 werd hij tweede in Amsterdam, won hij in Scheveningen, en werd hij tweede in Rotterdam.  In 1916 werd hij bij het negende Nordic Chess Championship in Kopenhagen gedeeld 2e-4e, na  Paul Johner, en won hij in Amsterdam. In 1917 werd hij derde in Scheveningen. In 1918 won hij in Amsterdam, werd gedeeld winnaar in Arnhem, werd derde in 's-Hertogenbosch en gedeeld 5e-6e in Scheveningen (Rudolf Loman won).
Na de Eerste Wereldoorlog won hij in 1919 in Den Haag het vierde Nederlands kampioenschap schaken. In dat jaar werd hij ook gedeeld eerste (met Richard Réti) in Amsterdam, werd 9e in Hastings (José Raúl Capablanca won), werd gedeeld 3e-4e in Scheveningen, won in Amsterdam, en werd gedeeld 2e-3e in Amsterdam. In 1920 won hij in Bromley en werd er gedeeld 2e-3e (Sir George Thomas won); hij werd 5e (Réti won) en 4e in Amsterdam (Quadrangular, Max Euwe won); hij werd 4e in Göteborg (P. Johner won) en 4e in Scheveningen. Zijn laatste resultaat op topniveau was aan het 5e bord in de wedstrijd Duitsland vs Nederland in 1922; hij verloor zijn beide partijen tegen Carl Ahues.
Marchand hield zich ook bezig met correspondentieschaak en Adolf Olland was daarbij een sterke tegenstander.

## Externe koppelingen
- (en)   Informatie over schaakpartijen van Max Marchand op ChessGames.com
- (en)   Informatie over schaakpartijen van Max Marchand op 365chess.com